# غلوكي مكفارلني
غلوكي مكفارلني (الاسم العلمي: Glaucus mcfarlanei) هو نوع من الحيوانات يتبع جنس الغلوكي من فصيلة الغلوكيات.